# Fremontodendron mexicanum
Fremontodendron mexicanum är en malvaväxtart som beskrevs av Anstruther Davidson. Fremontodendron mexicanum ingår i släktet Fremontodendron och familjen malvaväxter. Inga underarter finns listade i Catalogue of Life.